# آنا شبيلير ليتي
آنا شبيلير-ليتي (بالألمانية: Anna Schepeler-Lette)(والمعروفة كآنا ليتي؛ من مواليد 19 ديسمبر 1829 - والمُتوفاة في عام 1897) هي سياسية ألمانية وناشطة نسوية ومصلحة اجتماعية للنساء ودارسة بيداغوجيا وأول مديرة لمنظمة ليتي فيرين، وهي مؤسسة تعليمية ألمانية للبنات.

## حياتها وعملها
وُلدت شبيلير-ليتي في 19 ديسمبر عام 1829 في سولدين بألمانيا (بولندا الآن). كانت شبيلير-ليتي هي الابنة الكبرى للدكتورة فيلهلم أدولف لييت التي رافقتها في عام 1848 إلى فرانكفورت، حيث ذهبت كعضو في البرلمان الوطني الألماني. انضمت ليتي في عام 1866 إلى والدها في برلين، وبدأت في إنشاء جمعية ليتي، التي كرست لها كل وقتها وطاقتها. ذهبت ليتي إلى أمريكا في عام 1876، وزارت معرض الذكرى المئوية، والعديد من المدن الرئيسية في الولايات المتحدة، حيث درست بعناية العديد من المؤسسات التي كانت أهدافها مماثلة لتلك الخاصة بمنظمة ليتي.
أنشأت شبيلير ليتي في عام 1872 «جمعية تشجيع توظيف الجنس الأنثوي» في برلين، والتي سميت لاحقًا جمعية شبيلير-ليتي. أصبحت الجمعية تحت قيادتها نموذجًا عالميًا للتدريب المهني للمرأة. أسّست الجمعية مدارس لم تكن لها سابقة في ذلك الوقت، ولم يكن هناك ضمان بأن الحكومة أو الصناعة سوف تعترف بأن التعليم المُقدم من تلك المدارس على أنه مقبول. تأسس تحت قيادة ليتي المدرسة التجارية والمهنية في عام 1872، ومدرسة التدريب على التلغراف في عام 1873، ومدرسة الكتابة على الآلة الكاتبة في عام 1875، ومدرسة التصوير الفوتوغرافي في عام 1890. تُتذكّر ليتي أيضًا للاعتراف بالحاجة إلى تدريب وإعادة تدريب المُدربين.
بعد وفاتها في عام 1897، صنع الفنان ألكساندر توندر تمثالًا نصفيًا على شرفها.
إذا تساءلنا عمّا إذا كنا سنجعل النساء يدخلن الحياة العامة، سواء كنا نرغب في أن يصبحن أساتذة في الجامعة، ورجال دين في الكنيسة، ومحاميات كما هو الحال في أمريكا، يجب علينا عدم الرد على هذه الأسئلة الخاملة. لم يتم المطالبة بهذه المطالب بعد في ألمانيا، ولن يتم تقديمها لفترة طويلة من الزمن. لكن لماذا ندخل في المستقبل؟ لدينا اليوم العديد من المؤسسات، والعديد من العادات، التي كانت تنظر إليها القرون السابقة على أنها مخالفة للقانون الإلهي والإنساني. وبخصوص هذا الصدد، سنقول مع سانشو بانزا: «ما سنكون قادرين نحن كسيدات على أن نكونه في المستقبل.» (آنا شيبلرليتي، 1886)